# Wilhelm Heinrich Wackenroder
Wilhelm Heinrich Wackenroder (Berlín, 13 de julio de 1773 - ídem, 13 de febrero de 1798) fue un escritor romántico alemán. Muerto a la prematura edad de 25 años, sólo le dio tiempo de dejar una obra principal, Desahogos de un monje amante del arte (1796), y algunos ensayos publicados póstumamente por Ludwig Tieck Fantasías sobre el arte (1799).
Wackenroder representa el romanticismo místico, frente al romanticismo nihilista de Tieck: en Desahogos de un monje amante del arte expresa un concepto ideal de la pintura centrado en los maestros del Renacimiento, que culmina en Rafael y Durero. Para Wackenroder Dios se comunica con el hombre a través de “oscuros sentimientos” que se transmiten por dos vías: la naturaleza y el arte. Así, el arte es un lenguaje cifrado de Dios, que representa “lo invisible en lo visible”, es decir, en la belleza.

## Obras
- Efusiones sentimentales de un monje enamorado del arte, (Herzensergießungen eines kunstliebenden Klosterbruders), (Berlín, 1797, pero apareció ya a finales de 1796), Ludwig Tieck ha escrito varios ensayos. (Digitalizado en alemán)

- Fantasías sobre el arte, para amigos del arte, (Phantasien über die Kunst, für Freunde der Kunst), editada por Ludwig Tieck (Hamburgo, Friedrich Perthes, 1799), con textos de Tieck.

- Las fantasías sobre el arte, de un monje amante del arte, (Phantasien über die Kunst, von einem kunstliebenden Klosterbruder), editada por Ludwig Tieck (Hamburgo, 1814). El testimonio de Tieck a esta edición contendrá únicamente los artículos de Wackenroder (Digitalizado en alemán)

Mencionamos aquí también la obra Peregrinaciones de Franz Sternbald (Franz Sternbalds Wanderungen), editada por Tieck (1798), ya que Wackenroder probablemente está involucrado como fuente de inspiración. 
De Wackenroder se conservan además una serie de obras filológicas, seis informe de viajes y numerosas cartas.